# 제천 FS
제천 FS(Jecheon Futsal Club)는 대한민국 충청북도 제천시에 있었던 풋살 선수단이다. 기적풋볼아카데미가 운영하는 남자 세미프로 풋살단이며, 2012년에 창단되고 2021년에 해단되었다.

## 역사
2009년 FC기적팀으로 생활체육대회에서 많은 입상을 하여 초대 FK리그인 2009-10 FK리그에 한방제천FC로 참가하였다.
2010년 팀사정으로 탈퇴 후 제천FS로 2012년 2012 FK컵에 참가하여 3위에 입상하였으며 그 해 현대해상 2012-13 FK리그에서 준우승을 하였다.
다음 해 2013-14 FK리그에서도 2년 연속 챔피언결정전에 진출하였지만 아쉽게 준우승에 머물렀다.
2014년 제95회 전국체육대회 동호인 풋살종목에서 우승하였고 연이어 다음 해에 2015년 FK컵대회를 우승하였다. 2016-17년 정규리그 1위 ~ 6위를 차지하면서 슈퍼리그에서 뛰게되었지만 2018-19시즌 판타지아부천FS와의 최종전에서 2 : 7로 패하면서 드림리그로 강등당했다.
2021년 5월 21년 폭력 사태에 대한 징계 사안으로 팀이 3년 동안 자격 정지 처분을 받게 되었다.

## 논란

### 페어플레이 정신 위배 행위
2021년 5월 15일 파주NFC에서 열린 고양불스풋살클럽과의 FK리그 승강플레이오프 경기에서 제천 FS 선수의 스포츠맨십을 저버린 발길질 폭력사태가 발생해 4명이 퇴장당하였다. 5월 21일 한국풋살연맹은 공정위원회를 열고 풋살리그에서 폭력 사태를 일으킨 선수들이 영구제명 징계를 받았다.

## 지도자
| 직위 | 이름   | 비고 |
| ---- | ------ | ---- |
| 감독 | 장성대 |      |
| 코치 | 김장환 |      |
| 코치 | 최병준 |      |

### 역대 감독
| 순번 | 이름   | 취임   | 사임   | 재임시즌 | 비고     |
| ---- | ------ | ------ | ------ | -------- | -------- |
| 1대  | 김태상 | 2009년 | 2013년 | 5년      | 초대감독 |
| 2대  | 염근진 | 2013년 | 2014년 | 2년      |          |
| 3대  | 최병준 | 2015년 | 2015년 | 1시즌    |          |
| 4대  | 김장환 | 2016년 | 2016년 | 1시즌    |          |
| 5대  | 장성대 | 2017년 | 2019년 | 2시즌    |          |
| 6대  | 김혜수 | 2020년 |        |          |          |
| 7대  | 최병준 |        |        |          |          |
| 8대  | 김재빈 |        |        |          |          |
| 9대  | 이재문 |        |        |          |          |

## 우승 기록
- FK리그
  - 준우승(2): 2012-13, 2013-14
- FK컵 : 우승(1) 2015

## 참고 문헌
- “스포츠지원포털 등록 현황”. 대한체육회.
- “KFA 통합경기정보 시스템”. 대한축구협회.